# Esfuerzo del Campesino
Esfuerzo del Campesino är en ort i Mexiko.   Den ligger i kommunen Güémez och delstaten Tamaulipas, i den centrala delen av landet, 500 km norr om huvudstaden Mexico City. Esfuerzo del Campesino ligger 204 meter över havet och antalet invånare är 364.
Terrängen runt Esfuerzo del Campesino är platt. Runt Esfuerzo del Campesino är det glesbefolkat, med 11 invånare per kvadratkilometer. Närmaste större samhälle är Guillermo Zúñiga, 11,2 km nordväst om Esfuerzo del Campesino. Omgivningarna runt Esfuerzo del Campesino är en mosaik av jordbruksmark och naturlig växtlighet.